# Hyposidra lignata
Hyposidra lignata är en fjärilsart som beskrevs av W. Warren 1907. Hyposidra lignata ingår i släktet Hyposidra och familjen mätare. Inga underarter finns listade i Catalogue of Life.